# Kari Erlhoff
Kari Erlhoff (* 26. September 1979 als Kari Ehrhardt in Hamburg) ist eine deutsche Autorin.

## Leben
Nach dem Abitur am Gymnasium Hochrad studierte sie Anglistik an der Universität Hamburg. Nebenher arbeitete sie bei der DFA als Kamerafrau, jobbte bei einer Sprachenschule für Kinder und wirkte bei verschiedenen Hörspielworkshops mit. Bevor sie 2007 beim Carlsen Verlag ihr erstes Buch veröffentlichte, arbeitete sie als Presseassistentin und Marketingreferentin. Seitdem ist sie als freie Autorin und Texterin für verschiedene Verlage tätig.

## Werke

### Die drei???
Seit 2009 ist sie festes Mitglied des Autorenteams des Kosmos-Verlags und schreibt Bücher für die Jugendbuch-Serie Die drei ???. Zusätzlich hat sie die Übersetzung des amerikanischen Romans Brainwash von Peter Lerangis vorgenommen, welcher Bestandteil der im April 2011 erschienenen Top Secret Edition der drei ??? ist. Für den PONS-Verlag hat sie auch die Folge Tödliches Eis ins Englische (Arctic Adventure) übersetzt. Zudem schrieb sie mehrere Kurzgeschichten für die Sammelbände ...und die Geisterlampe sowie Das Rätsel der Sieben. Gemeinsam mit Hendrik Buchna und Christoph Dittert hat sie den Jubiläumsband 175, Schattenwelt, verfasst.
| Folgen-Nr.          | Titel                                             | Jahr |
| ------------------- | ------------------------------------------------- | ---- |
| 142                 | Tödliches Eis                                     | 2008 |
| 146                 | Der Biss der Bestie                               | 2009 |
| 148                 | … und die feurige Flut                            | 2009 |
| 149                 | Der namenlose Gegner                              | 2009 |
| 154                 | Botschaft aus der Unterwelt                       | 2010 |
| 155                 | … und der Meister des Todes                       | 2010 |
| Kurzgeschichtenband | … und die Geisterlampe (4 Geschichten)            | 2011 |
| 161                 | Die blutenden Bilder                              | 2011 |
| 165                 | Im Schatten des Giganten                          | 2012 |
| Kurzgeschichtenband | Das Rätsel der Sieben (1 Geschichte)              | 2012 |
| 170                 | Straße des Grauens                                | 2013 |
| Special             | Sinfonie der Angst (Grundgerüst für Live-Tournee) | 2014 |
| 175b                | Schattenwelt – Angriff in der Nacht (Teil 2)      | 2014 |
| 184                 | … und der Hexengarten                             | 2015 |
| 191                 | Verbrechen im Nichts                              | 2017 |
| 197                 | Im Auge des Sturms                                | 2018 |
| 203                 | Tauchgang ins Ungewisse                           | 2019 |
| 208                 | Kelch des Schicksals                              | 2020 |
| 218                 | Im Netz der Lügen                                 | 2021 |
| 222                 | … und die Gesetzlosen                             | 2022 |

### Rocky Beach Crimes
Dies ist eine Reihe, in der Nebenfiguren aus den Die drei ??? den Fall ermitteln. Sie erscheint im Kosmos Verlag.
| Titel                                         | Jahr |
| --------------------------------------------- | ---- |
| Tödliche Törtchen – Tante Mathilda ermittelt  | 2023 |
| Der blutrote Kondor – Skinny Norris ermittelt | 2024 |

### Die drei!!!
Ebenso ist Erlhoff als Autorin für die auf eine weibliche Leserschaft ausgerichtete Reihe Die drei !!! tätig.
| Folgen-Nr.    | Titel                            | Jahr |
| ------------- | -------------------------------- | ---- |
| Pocket-Buch 1 | Die Pony-Verschwörung            | 2015 |
| Pocket-Buch 3 | Nacht der Prinzessinnen          | 2015 |
| 61            | Der Fall Dornröschen             | 2016 |
| 68            | Gefahr im Netz                   | 2017 |
| 80            | Ein echt schöner Fall            | 2019 |
| Reisekrimi    | Tatort, Tee und ganz viel London | 2020 |
| 93            | Abenteuer-Küsse                  | 2022 |

### Diverse Romane
Unter ihrem Geburtsnamen Kari Ehrhardt hat sie vier Jugendromane geschrieben, die im Carlsen-Verlag erschienen.
| Titel                                         | Jahr |
| --------------------------------------------- | ---- |
| Alles Anders                                  | 2007 |
| Reise mit Kaktus                              | 2009 |
| Giraffen in Finnland                          | 2014 |
| Die unglaublichen Untaten des Bermudadreiecks | 2018 |

Neben dem Schreiben von Büchern ist sie als freie Texterin und Onlineredakteurin für verschiedene Verlage tätig und schreibt u. a. Horoskope, redaktionelle Texte, Hörstück-Skripte (Die drei !!!) und Gutachten.